# Giedrius Arlauskis
Giedrius Arlauskis (Telšiai, 1º dicembre 1987) è un ex calciatore lituano, di ruolo portiere.

## Biografia
Ha un fratello maggiore, Davydas, anch'esso calciatore.

## Caratteristiche tecniche
Inizia la carriera nel ruolo di difensore, salvo poi spostarsi tra i pali.

## Carriera

### Club
Nel 2008 lascia la Lituania, accordandosi per tre anni e mezzo con l'Unirea Urziceni in Romania. Il 16 settembre 2009 esordisce in Champions League contro il Siviglia, partita valida per la fase a gironi della competizioni. Il 20 agosto 2010 passa al Rubin in cambio di circa 2 milioni di euro, firmando un contratto valido per tre stagioni.
Il 10 giugno 2014 viene acquistato dallo Steaua Bucarest, per sopperire alla cessione dell'estremo difensore Ciprian Tătărușanu. A fine stagione conquista il treble domestico, vincendo il campionato, la coppa nazionale e la coppa di Lega.
Il 4 giugno 2015 viene tesserato dal Watford. Esordisce in Premier League il 28 novembre 2015 contro l'Aston Villa, subentrando al 67' al posto dell'infortunato Heurelho Gomes. Il 29 gennaio 2016 passa in prestito all'Espanyol. Esordisce nella Liga due giorni dopo, nella trasferta persa 6-0 contro il Real Madrid.
Il 15 agosto 2017 passa a parametro zero al CFR Cluj.

### Nazionale
Esordisce in nazionale il 19 novembre 2008 contro la Moldavia in amichevole, subentrando ad inizio ripresa al posto di Paulius Grybauskas. Nel 2014 è stato eletto calciatore lituano dell'anno dalla LFF. In totale conta 23 presenze con la selezione lituana.

## Statistiche

### Presenze e reti nei club
Statistiche aggiornate al 23 ottobre 2022.
| Stagione               | Squadra                | Campionato             | Campionato | Campionato | Coppe nazionali | Coppe nazionali | Coppe nazionali | Coppe continentali | Coppe continentali | Coppe continentali | Altre coppe | Altre coppe | Altre coppe | Totale | Totale |
| Stagione               | Squadra                | Comp                   | Pres       | Reti       | Comp            | Pres            | Reti            | Comp               | Pres               | Reti               | Comp        | Pres        | Reti        | Pres   | Reti   |
| ---------------------- | ---------------------- | ---------------------- | ---------- | ---------- | --------------- | --------------- | --------------- | ------------------ | ------------------ | ------------------ | ----------- | ----------- | ----------- | ------ | ------ |
| 2006                   | Šiauliai               | A                      | 14         | -18        | CL              | 0               | 0               | -                  | -                  | -                  | -           | -           | -           | 14     | -18    |
| 2007                   | Šiauliai               | A                      | 19         | -29        | CL              | 0               | 0               | -                  | -                  | -                  | -           | -           | -           | 19     | -29    |
| Totale Šiauliai        | Totale Šiauliai        | Totale Šiauliai        | 33         | -47        |                 | 0               | 0               |                    | -                  | -                  |             | -           | -           | 33     | -47    |
| gen.-giu. 2008         | Unirea Urziceni        | L1                     | 4          | -3         | CR              | 0               | 0               | -                  | -                  | -                  | -           | -           | -           | 4      | -3     |
| 2008-2009              | Unirea Urziceni        | L1                     | 30         | -18        | CR              | 1               | -2              | CU                 | 2                  | -2                 | -           | -           | -           | 33     | -22    |
| 2009-2010              | Unirea Urziceni        | L1                     | 18         | -13        | CR              | 0               | 0               | UCL+UEL            | 5+2                | -7 + -4            | SR          | 0           | 0           | 25     | -24    |
| ago. 2010              | Unirea Urziceni        | L1                     | 3          | -2         | CR              | 0               | 0               | UCL                | 2                  | -1                 | SR          | 1           | -2          | 6      | -5     |
| Totale Unirea Urziceni | Totale Unirea Urziceni | Totale Unirea Urziceni | 55         | -36        |                 | 1               | -2              |                    | 11                 | -14                |             | 1           | -2          | 68     | -54    |
| 2010                   | Rubin Kazan'           | PL                     | 2          | -2         | KR              | 0               | 0               | UCL+UEL            | 0+1                | -2                 | SR          | -           | -           | 3      | -4     |
| 2011-2012              | Rubin Kazan'           | PL                     | 3          | -6         | KR              | 0               | 0               | UCL+UEL            | 0+2                | -1                 | -           | -           | -           | 5      | -7     |
| 2012-2013              | Rubin Kazan'           | PL                     | 2          | -4         | KR              | 0               | 0               | UEL                | 1                  | -1                 | SR          | 0           | 0           | 3      | -5     |
| 2013-2014              | Rubin Kazan'           | PL                     | 0          | 0          | KR              | 1               | -4              | UEL                | 4                  | -3                 | -           | -           | -           | 5      | -7     |
| Totale Rubin Kazan'    | Totale Rubin Kazan'    | Totale Rubin Kazan'    | 7          | -12        |                 | 1               | -4              |                    | 8                  | -7                 |             | 0           | 0           | 16     | -23    |
| 2014-2015              | Steaua Bucarest        | L1                     | 25         | -16        | CR+CdL          | 1+1             | -1 + -0         | UCL+UEL            | 6+6                | -4 + -9            | SR          | 1           | -1          | 40     | -31    |
| 2015-gen. 2016         | Watford                | PL                     | 1          | -1         | FACup+CdL       | 0+1             | -1              | -                  | -                  | -                  | -           | -           | -           | 2      | -2     |
| gen.-giu. 2016         | Espanyol               | PD                     | 3          | -12        | CR              | -               | -               | -                  | -                  | -                  | -           | -           | -           | 3      | -12    |
| 2016-2017              | Watford                | PL                     | 0          | 0          | FACup+CdL       | 0               | 0               | -                  | -                  | -                  | -           | -           | -           | 0      | 0      |
| Totale Watford         | Totale Watford         | Totale Watford         | 1          | -1         |                 | 1               | -1              |                    | -                  | -                  |             | -           | -           | 2      | -2     |
| 2017-2018              | CFR Cluj               | L1                     | 17+9       | -8 + -6    | CR              | 0               | 0               | -                  | -                  | -                  | -           | -           | -           | 26     | -14    |
| 2018-2019              | CFR Cluj               | L1                     | 21+10      | -11 + -4   | CR              | 0               | 0               | UCL+UEL            | 2+2                | -2 + -2            | SR          | 1           | 0           | 36     | -19    |
| 2019-2020              | CFR Cluj               | L1                     | 19+9       | -8 + -7    | CR              | 0               | 0               | UCL+UEL            | 8+8                | -10 + -5           | SR          | 1           | -1          | 45     | -31    |
| 2020-mar. 2021         | Al-Shabab              | SPL                    | 8          | -10        | KCC             | 1               | 0               | ACC                | 1                  | -2                 | -           | -           | -           | 10     | -12    |
| mar.-giu. 2021         | CFR Cluj               | L1                     | 1+5        | 0 + -1     | CR              | -               | -               | UCL+UEL            | -                  | -                  | SR          | 1           | 0           | 7      | -1     |
| set. 2021              | CFR Cluj               | L1                     | 2          | -2         | CR              | 0               | 0               | UCL+UEL            | 6+2                | -8 + -5            | SR          | 1           | 0           | 11     | -15    |
| Totale Cluj            | Totale Cluj            | Totale Cluj            | 60+33      | -29 + -18  |                 | 0               | 0               |                    | 28                 | -32                |             | 4           | -1          | 125    | -80    |
| 2022-2023              | U Craiova              | L1                     | 2          | -2         | CR              | 0               | 0               | UECL               | -                  | -                  | -           | -           | -           | 2      | -2     |
| Totale carriera        | Totale carriera        | Totale carriera        | 227        | -183       |                 | 6               | -8              |                    | 60                 | -68                |             | 6           | -4          | 299    | -263   |

### Cronologia presenze e reti in nazionale
| Cronologia completa delle presenze e delle reti in nazionale ― Lituania | Cronologia completa delle presenze e delle reti in nazionale ― Lituania | Cronologia completa delle presenze e delle reti in nazionale ― Lituania | Cronologia completa delle presenze e delle reti in nazionale ― Lituania | Cronologia completa delle presenze e delle reti in nazionale ― Lituania | Cronologia completa delle presenze e delle reti in nazionale ― Lituania | Cronologia completa delle presenze e delle reti in nazionale ― Lituania | Cronologia completa delle presenze e delle reti in nazionale ― Lituania |
| Data                                                                    | Città                                                                   | In casa                                                                 | Risultato                                                               | Ospiti                                                                  | Competizione                                                            | Reti                                                                    | Note                                                                    |
| ----------------------------------------------------------------------- | ----------------------------------------------------------------------- | ----------------------------------------------------------------------- | ----------------------------------------------------------------------- | ----------------------------------------------------------------------- | ----------------------------------------------------------------------- | ----------------------------------------------------------------------- | ----------------------------------------------------------------------- |
| 19-11-2008                                                              | Tallinn                                                                 | Lituania                                                                | 1 – 1                                                                   | Moldavia                                                                | Amichevole                                                              | -1                                                                      | 46’                                                                     |
| 11-2-2009                                                               | Albufeira                                                               | Andorra                                                                 | 3 – 1                                                                   | Lituania                                                                | Amichevole                                                              | -1                                                                      | 46’                                                                     |
| 25-5-2010                                                               | Metalist                                                                | Ucraina                                                                 | 4 – 0                                                                   | Lituania                                                                | Amichevole                                                              | -2                                                                      | 46’                                                                     |
| 18-6-2010                                                               | Kaunas                                                                  | Lituania                                                                | 0 – 0                                                                   | Lettonia                                                                | Coppa del Baltico 2010                                                  | -                                                                       |                                                                         |
| 11-8-2010                                                               | Kaunas                                                                  | Lituania                                                                | 0 – 2                                                                   | Bielorussia                                                             | Amichevole                                                              | -2                                                                      |                                                                         |
| 15-8-2012                                                               | Skopje                                                                  | Macedonia                                                               | 1 – 0                                                                   | Lituania                                                                | Amichevole                                                              | -1                                                                      | 46’                                                                     |
| 14-11-2012                                                              | Erevan                                                                  | Armenia                                                                 | 4 – 2                                                                   | Lituania                                                                | Amichevole                                                              | -1                                                                      | 46’                                                                     |
| 22-3-2013                                                               | Žilina                                                                  | Slovacchia                                                              | 1 – 1                                                                   | Lituania                                                                | Qual. Mondiali 2014                                                     | -                                                                       | 46’                                                                     |
| 14-8-2013                                                               | Lussemburgo                                                             | Lussemburgo                                                             | 2 – 1                                                                   | Lituania                                                                | Amichevole                                                              | -                                                                       | 18’                                                                     |
| 11-10-2013                                                              | Vilnius                                                                 | Lituania                                                                | 2 – 0                                                                   | Lettonia                                                                | Qual. Mondiali 2014                                                     | -                                                                       |                                                                         |
| 15-10-2013                                                              | Kaunas                                                                  | Lituania                                                                | 0 – 1                                                                   | Bosnia ed Erzegovina                                                    | Qual. Mondiali 2014                                                     | -1                                                                      |                                                                         |
| 5-3-2014                                                                | Aksu                                                                    | Kazakistan                                                              | 1 – 1                                                                   | Lituania                                                                | Amichevole                                                              | -1                                                                      |                                                                         |
| 29-5-2014                                                               | Ventspils                                                               | Lituania                                                                | 1 – 0                                                                   | Finlandia                                                               | Coppa del Baltico 2014                                                  | -                                                                       | 80’                                                                     |
| 31-5-2014                                                               | Liepāja                                                                 | Lettonia                                                                | 1 – 0                                                                   | Lituania                                                                | Coppa del Baltico 2014                                                  | -1                                                                      |                                                                         |
| 6-6-2014                                                                | Danzica                                                                 | Polonia                                                                 | 2 – 1                                                                   | Lituania                                                                | Amichevole                                                              | -2                                                                      | 79’                                                                     |
| 8-9-2014                                                                | Serravalle                                                              | San Marino                                                              | 0 – 2                                                                   | Lituania                                                                | Qual. Euro 2016                                                         | -                                                                       |                                                                         |
| 9-10-2014                                                               | Vilnius                                                                 | Lituania                                                                | 1 – 0                                                                   | Estonia                                                                 | Qual. Euro 2016                                                         | -                                                                       |                                                                         |
| 12-10-2014                                                              | Vilnius                                                                 | Lituania                                                                | 0 – 2                                                                   | Slovenia                                                                | Qual. Euro 2016                                                         | -2                                                                      |                                                                         |
| 15-11-2014                                                              | San Gallo                                                               | Svizzera                                                                | 4 – 0                                                                   | Lituania                                                                | Qual. Euro 2016                                                         | -4                                                                      |                                                                         |
| 27-3-2015                                                               | Londra                                                                  | Inghilterra                                                             | 4 – 0                                                                   | Lituania                                                                | Qual. Euro 2016                                                         | -4                                                                      |                                                                         |
| 5-9-2015                                                                | Tallinn                                                                 | Estonia                                                                 | 1 – 0                                                                   | Lituania                                                                | Qual. Euro 2016                                                         | -1                                                                      | Cap.                                                                    |
| 8-9-2015                                                                | Vilnius                                                                 | Lituania                                                                | 2 – 1                                                                   | San Marino                                                              | Qual. Euro 2016                                                         | -                                                                       | 50’                                                                     |
| 12-10-2015                                                              | Vilnius                                                                 | Lituania                                                                | 0 – 3                                                                   | Inghilterra                                                             | Qual. Euro 2016                                                         | -3                                                                      |                                                                         |
| Totale                                                                  |                                                                         | Presenze                                                                | 23                                                                      |                                                                         | Reti                                                                    | -27                                                                     |                                                                         |

## Palmarès

### Club

#### Competizioni nazionali
- Campionato rumeno: 6

Unirea Urziceni: 2008-2009
Steaua Bucarest: 2014-2015
CFR Cluj: 2017-2018, 2018-2019, 2019-2020, 2020-2021
- Coppa di Russia: 1

Rubin Kazan: 2011-2012
- Supercoppa di Russia: 1

Rubin Kazan: 2012
- Coppa di lega rumena: 1

Steaua Bucarest: 2014-2015
- Coppa di Romania: 1

Steaua Bucarest: 2014-2015
- Supercoppa di Romania: 2

CFR Cluj: 2018, 2020

### Individuale
- Calciatore lituano dell'anno: 1

2014